# Alfred Boeddeker
Alfred Boeddeker OFM (* 7. August 1903 als Anton Boeddeker in San Francisco; † 1. Januar 1994 ebenda) war ein amerikanischer Franziskaner deutscher Abstammung.

## Leben
Anton Boeddeker wurde als fünftes von acht Kindern der deutschen Einwanderer Joseph Ferdinand Boeddeker (* 8. September 1862; † 1940) und Bertha Boeddeker (geborene Gelhaus, * 10. Oktober 1866 in Alhausen (Bad Driburg)/Westfalen; † 2. September 1949 in Oakland) geboren. Nachdem beim Erdbeben von 1906 das Haus der Familie zerstört wurde, siedelte sie nach Oakland über. 1921 trat Anton Boeddeker in die Provinz St. Barbara des Franziskanerordens ein und erhielt den Ordensnamen Alfred. Er studierte Theologie an der Hochschule seiner Ordensprovinz in Santa Barbara. Am 11. Juni 1927 erfolgte die Priesterweihe, und er wirkte als Seelsorger an der St. Rafael Church in Goleta. Zwischen 1930 und 1933 studierte er an der Hochschule der Franziskaner Athenaeum Antonianum de Urbe in Rom Kirchenrecht, Theologie, Italienisch, Spanisch und Deutsch; er schloss seine Studien mit dem Titel Lector generalis ab. Danach unterrichtete er 15 Jahre am Seminar in Santa Barbara. Gleichzeitig war er auch als Kirchenrechtler für das Bistum San Diego tätig. 1941 gründete er die Franciscan Sisters of Our Lady Queen of Peace.
Er sollte im Auftrag seines Ordens eine katholische Universität in Hankow in China aufbauen. Um sich hierauf vorzubereiten, schrieb er sich an der Universität von Kalifornien in Berkeley für ein Studium der Sprachen Mandarin, Japanisch und Russisch sowie in chinesischer Geschichte und Politik ein. Nach dem chinesischen Bürgerkrieg wurden die Pläne für die Universität aufgegeben. Daraufhin wurde Alfred Boeddeker 1949 zum Pfarrer von Sankt Bonifatius in Tenderloin in San Francisco ernannt; in dieser Kirche war er selbst getauft worden. Das Amt übte er bis 1960 aus und blieb anschließend bis 1980 als Seelsorger an der Pfarrei tätig. In der Pfarrei begründete er ein marianisches Zentrum mit Bibliothek, in seinem Orden leitete er von 1955 bis 1979 als Präsident die nationale Franziskanische marianische Kommission. Zudem war er Mitglied der Mariologischen Gesellschaft von Amerika und der Internationalen Marianischen Päpstlichen Akademie.
Er gründete 1950 in Tenderloin einen Speiseraum (St. Anthony's Dining Room), in der bis zu 2500 Essen täglich an Bedürftige ausgegeben werden; 1954 initiierte er in Petaluma die St. Anthony's Farm, die Arbeitslosen Wohnung und Betätigung bietet, sowie 1958 in San Francisco ein Krankenhaus (St. Anthony's Free Clinic).

## Ehrungen
- Nach Boedekker sind ein Freizeitzentrum und ein Park in Tenderloin benannt.
- Verdienstkreuz 1. Klasse des Verdienstordens der Bundesrepublik Deutschland (1958)
- National Jefferson Award for Public Service in Washington, D.C. (1977)
- Von Präsident Ronald Reagan für den Friedensnobelpreis vorgeschlagen[1]